# Christian de Hauterive
Christian ou Chrétien de Hauterive, né dans le diocèse de Tournai et mort en  1416, est un prélat français du début du XVe siècle.

## Biographie
Christian ou Chrétien de Hauterive est ermite de Saint-Augustin et docteur en théologie; il enseigne d'abord la théologie chez les Dominicains de Rouen avant d'être nommé  évêque de Tarbes. Il est transféré dans le diocèse de Tréguier le 17 septembre 1408 dans le cadre d'une permutation avec Bernard du Peyron initiée par Benoit XIII.Le nouvel évêque se fait remarquer par sa vie austère en pratiquant lui-même rigoureusement le jeûne et l'abstinence, son souci des pauvres à qui il ouvre ses greniers en temps de famines et en autorisant la communion pascale aux exclus de l'église 